# BECK (漫画)
『BECK』（ベック）は、ハロルド作石による日本の少年漫画・音楽漫画作品、およびそれらを原作とするテレビアニメ、実写映画、コンピュータゲーム。『ゴリラーマン』、『ストッパー毒島』で知られるハロルドにとって初の少年漫画で、作品の世界は『ゴリラーマン』や『バカイチ』、『ストッパー毒島』と同一世界であるとの設定を持っており、時おり他作品の登場人物が脇役的に登場している。
1999年から2008年まで『月刊少年マガジン』（講談社）で連載された。2004年10月6日からは本作を原作とするテレビアニメが放送され、2010年9月4日には実写映画『BECK』が公開された。
2002年に第26回講談社漫画賞少年部門受賞。2014年8月時点で累計発行部数は1500万部を突破している。

## あらすじ
「自分なんかいなくても何事もなく世の中は動いていくし、人生が過ぎていくんだ。」と思いながら不満を持っていた主人公の14歳の少年・田中幸雄は、学校では存在感がなくどうすることもできず平凡な毎日を過ごしていた。ところが学校の帰り道にいじめられていた犬を助けると同時に飼い主の南竜介と偶然の出会いをし、犬を助けたお礼に竜介からギターを受け取ると音楽の世界に入り込み始める。そして竜介・幸雄を中心に、バンド：BECK（ベック）・英語名：Mongolian Chop Squad（モンゴリアン・チョップ・スクワッド、M.C.S）が結成されるまでになる。バンド結成後幸雄自身の音楽にひたむきに向き合い失敗・挫折を繰り返し成長していく姿は言うまでもないが、BECKの仲間も幸雄に影響を受けて音楽への信念を原動力に一歩ずつ前進してゆく様が描かれていく。

## 登場人物

### BECK / Mongolian Chop Squad
南竜介がシリアル・ママ解散後、「最強のバンドを作る」というコンセプトの下に結成したロックバンド。結成時のメンバーは竜介、千葉、平、東郷だったが、東郷が家業を継ぐために脱退。その後、コユキとサクがサポートメンバーとして参加し、後に正式加入。
バンド名は千葉がベック（犬）の姿を見て（仮）として命名する。海外では実在のミュージシャン（ジェフ・ベック、ベックなど）との重複を避けるため、モンゴリアン・チョップ・スクワッド（元ネタはオランダのミクスチャー・ロックバンド、アーバン・ダンス・スクワッド）を名乗る。
業界で強大な権力を持つ蘭の怒りを買ったため、日本国内の活動は制限されており、知名度は知る人ぞ知るレベルを抜け出せていなかったが、幾多の困難を乗り越えて次々と奇跡を起こしていく。
田中 幸雄（たなか ゆきお） / コユキ
声 - 浪川大輔（幼少期 - 日比愛子） / 歌 - 平林一哉（HUSKING BEE）
本作の主人公。Vocal&Guitar担当。登場時14歳。平凡な中学生活を送っていたが、竜介と出会ったことにより音楽の世界へのめりこむ。天性のヴォーカルでBECK正式加入を果たし、ギターも担当する。バンドを優先した結果、学力が低下し、志望校よりもランクの低い高校へ入学したが、後に中退することになる。主なギターはフェンダー・テレキャスターなど。サブギターとして、運送屋のバイト中に拾ったギブソン・SG（廉価版のSGジュニアをカスタムしたもの）やイギリスの楽器屋で購入したフェンダー・ムスタングも使用する。
性格は温厚で律儀。頼まれると断れない性格であり、それらのせいで厄介事に巻き込まれることも。一見すると地味で弱々しい風貌でありながら目立つことが多いせいか、兵頭や力也、ヨシト、高校の先輩の椎木から目をつけられてしまい、嫌がらせを受けることも多い。自分のことよりも、大切にしている人を罵倒されると怒りを露わにし、力也のような明らかに腕力が上の人物にも果敢に挑む勇敢さも持ち合わせている。基本的には人を悪く言わない純真さを持ち合わせており、人気が上がるにつれ傲慢な態度になっていた雄太についても最後まで擁護していた。田辺が引き起こした騒動がきっかけで泉と同じ水泳部に入部。上達するために斉藤さんに教えを乞い、厳しい指導を受けた結果、フリップターンがこなせるほどに上達。水泳で鍛えられた肺活量が後のボーカルとしての技量に繋がっているとサクは指摘している。
どこまでもごく普通の日本の学生だが、ボーカリストとしての才能は世界の著名なミュージシャンも一聴でうならせる才能の持ち主。またギターを提げていない時のボーカルスタイルとして両手を後ろに組む、オアシスのリアム・ギャラガーに似たパフォーマンススタイルを行う。
「コユキ」という通称は年上に同姓同名の人物がおり、自分のほうが背が低いということから。いつもadidas のSUPER STAR を履いている。中学の時点で父親とは死別しており、母親と二人暮らし。おばあちゃん子である。
フェンダージャパンからコユキモデルのテレキャスターが発売されており（同様に“三本線”のムスタングも発売された）、漫画のキャラクターのシグネチャーモデルが発売されたのは史上初。登場人物の中で所持ギターが一番多く、ギブソン・L48（のニセモノ）→ティブソン（ギブソンのバッタモノ）・レスポール→グレッチ・ホワイトファルコン→フェンダー・テレキャスター、ギブソン・SG、フェンダー・ムスタングなど。名前、および「コユキ」の名称はミスター日ハム・田中幸雄から。
南 竜介 / Ray（みなみ りゅうすけ / レイ）
声 - 上野裕馬
Guitar担当。登場時16歳。ニューヨークで暮らしていた帰国子女。漢字は苦手なものの、日本語と英語を堪能に使う。義父との確執から家出し、釣り堀に住み込んでいる。アメリカに住んでいたころはThe Dying Breedを結成する前のエディとバンドを組んでいた。
車上狙いを繰り返す不良少年だった過去があり、それが原因で、バンドを様々な問題に巻き込むことになる。現在でも、借りた金は返さない、女は泣かせるなど、いわゆるロクデナシ男であるが、音楽のことになると決して妥協を許さない。自由自在の多彩なテクニックとエモーショナルな音色は評価が高い。精神的に不安定になると、他人に対して攻撃的になり、仲間にも本心ではないにしろ、きつい言葉を投げかけてバンド内でも衝突を起こした。親友のエディが死去した際は酒浸りになり、かなり荒れた生活を送るも、エディの墓に参った際、ジム・ウォルシュと出会い、生前のエディの伝言を伝えられ再起した。以後は酒を控えていると語っている。
主なギターはギブソン・レスポール（ルシール）など。ルシールを取られた際はレスポールカスタムを代用していたが、ルシールより劣る音質に満足できなかった。左手でもギターが弾ける。外国人からは、竜介という名前が発音しにくいため、「Ray（レイ）」の愛称で呼ばれる。モデルはロックバンド「バッキンガム宮殿」のメンバー、南竜介。
千葉 恒美（ちば つねみ）
声 - 大畑伸太郎 / 歌 - TATSUZO（from YKZ）
Vocal&MC担当。登場時16歳。ケンカっぱやく、曲がったことが大嫌い。しかし繊細な性格を持つ人物。空手をたしなんでおり、その実力はかなりのもの。登場人物の中で一番人間的なキャラクターで、感情をストレートに表現することが多い。バンドのムードメーカーでもあり、ライブではその人を惹きつける魅力を発揮し、MCも担当する。コユキの高校の先輩で、担任から級長に任命されるほどの秀才（ただし学内でのみ）。ラップの才能も申し分ないが、コユキの成長を目の当たりにして、自分の居場所に悩む傾向にあった。ラップのコンテストに出場したり修行を重ね、徐々に千葉独自のヴォーカルスタイルを確立し、人種、宗教、国境を超える実力を身につけ始めている。『ゴリラーマン』にも登場したコンドルラーメンでアルバイトをしていた。喫煙家。障害をもつ兄がおり、蘭の罠でそのことを蘭に不用意に話してしまったコユキに激怒し、一時期バンド存続の危機に陥るほど不仲になる。
当初はバンドに加入することを渋っていた。しかし、入るとなると音楽を聴きあさるなど努力家な一面も（ただし、聴いていたのは千葉の好きなヒップホップが多かった）。BECK愛はメンバー内でもかなり強く、1人だけ「夢」を見ていないことをかなり気にしていた。本人曰くギターも少しは弾けるようで、中学時代にはTHE BLUE HEARTSのコピーバンドを組んでいたと語っている。アメリカツアーではロクデナシをカバーした。作中で出てくるバンド、ブルーハーツのメンバーがモデルになっているジェネレーション69に深い影響を受けている（メンバーと会ったときはさすがの千葉も緊張のあまり固まっていた）。モデルはロックバンド「バッキンガム宮殿」のメンバー、千葉大輔。下の名前は広島カープで炎のストッパーと呼ばれた投手津田恒実から。
平 義行（たいら よしゆき）
声 - 野島健児
Bass担当。登場時18歳。冷静、聡明で温厚。音楽業界にも詳しく、メンバーの中で一番年上ということもありバンドの中でまとめ役であり精神的支柱。メンバーからの信頼は厚く、バンド内の経理も担当。長らく自動車免許を持っていたのが彼だけだったので、グレイトフルサウンドやアメリカツアー中の移動は基本的に彼がほとんど運転していた。ライブでは日本人離れしたファンキーなプレイをし、アフリカ系アメリカ人から「ファンキーだ」といわれるほどベースの技術・センスは一級品。その才能は、プロアマ問わず様々なバンドから誘いの声がある。BECKが活動休止中はNC-17というインディーズで人気のバンドから声を掛けられて加入するが、コユキにBECK再開を提言されて脱退（元からBECK再始動までの足掛けと考えていた）。脱退後もNC-17のメンバーとは交流があり、尚も再加入を持ち掛けられている。
メインベースはミュージックマン・スティングレイ。継父は自動車修理業を営んでいるが、実の父親はジャズミュージシャンである。平は、女を作って家を出て行った実父より、黙々と仕事をこなして家族を養っている継父を尊敬している。上半身裸で演奏することが多い。カート・コバーンを崇拝している。パフォーマンススタイルとして上裸であること、またベースを低く提げ、父親がジャズミュージシャンであるという経歴からレッドホットチリペッパーズのベーシスト・フリーとの共通点が多くみられる。喫煙家（初期のみで、その後は不明）。性格の浮き沈みが激しい竜介と千葉の相談役になったり、ナイーブな一面があり、千葉との関係でも悩んでいたコユキを支えたりと面倒見のいい性格である。しかし、学生時代はやや孤立していた（周りに溶け込もうとしなかった）ことを本人が示唆している。
桜井 裕志（さくらい ゆうじ） / サク
声 - 奈良徹
Drums担当。登場時14歳。コユキの同級生で、中学3年当初までいじめで苦しんでいたコユキの唯一の味方だった。兄の影響により七歳からドラムを始める。メンバーやプロミュージシャン、観客をも認める心の広さを持っており、エディの言葉に影響を受けて自分の信念を貫いて生きる芯の強い人物。いつも穏やかな笑顔を絶やさない（目が非常に細い）。コユキと同じ高校へ進むが、1年の冬に親の転勤で転校する。転校は通算5回目。しかし家族の反対を押し切って再び戻ってくる。それはコユキとの約束でもあった。コユキの絶対的親友で、バンドの仲を引き裂こうとする蘭の罠にも全く屈せずコユキを信頼する。技術的にはまだまだという描写があるが、それは実力不足という意味ではなく「最ものびしろがある」「原石」と評されるものである。高校の同級生である弘美と付き合う。しかし双方の性格からかかなり健全な付き合いをしている様子。

### BECKの協力者たち
ベック
声 - 麻生智久
犬版ブラック・ジャックのようなつぎはぎだらけの犬。竜介の飼い犬で、バンド名「BECK」の由来でもある。性格はコユキに対してのみ獰猛。元々はレオン・サイクスの飼い犬で竜介がルシールと一緒に盗んできた。レオンの元にはキースという似たようなつぎはぎ犬がもう1匹いた。ベックとキースがつぎはぎだらけの姿をしているのは元々3匹いたレオンの飼い犬が瀕死の重傷を負い、ヤミ医者の手術でそれぞれ無事な身体の部位を繋ぎ合わせた結果である。この経緯は月刊少年マガジン掲載版ではアメリカ遠征編においてレオンが竜介に語っているが、コミックス版ではカットされており、アバロンフェスティバル終了後のコユキの質問に対してレオンが語る形になっている。
南 真帆（みなみ まほ）
声 - 斉木美帆 / 歌 - Sowelu
南竜介の父違いの妹。異父兄妹だがとても仲が良く容姿も似ている。コユキの才能をいち早く見出し、常にコユキの支えとなっている。義兄・竜介に勝るとも劣らない行動力でコユキを惑わすが、家では泣いてばかりらしい（竜介談）。コユキとは初デートでファーストキスを交わして以来、恋人同士となる。優れたヴォーカルの才能を持ち、スライ&ザ・ファミリー・ストーンのコピーバンドなどでたまにライブ出演もするが、プロを目指す気は全くない。芸能関係の誘いも多く、グラビアで水着姿を披露していたこともあるが、芸能界自体に興味がないため長くは続かなかった。高校三年の夏、映画監督になりたいという夢のためイギリスへ留学する。日本ではBECKの物販スタッフ、イギリスではレコードデビュー交渉の通訳として縁の下を支える。
益岡 弘美（ますおか ひろみ）
声 - 山川琴美
コユキとサクが入学した高校の同級生。初めは軽音楽部に入部するが、半休部状態なのと自分のギターの才能のなさを考えて、中学時代にやっていた新体操部へ転部。コユキとアルバイト先が隣同士だったことがきっかけでギターを習うようになる。コユキを通してサクとも仲良くなり、後にサクと両思いになる。よくBECKの物販などの手伝いをしている。
斉藤 研一（さいとう けんいち）
声 - 掟ポルシェ（from ロマンポルシェ。）
登場時44歳。影の主役。コユキの水泳・ギターの師匠でコユキを自らが経営する「斉藤紙業」のアルバイトとして雇っている。元水泳五輪強化選手の経歴を持ち、風俗が大好きな独身貴族。強烈なキャラクターで自己中心的な部分もあるが、なにかとコユキをバックアップする大切な存在で、物語になくてはならない人物である。コユキにギターの基礎をたたき込んだ人で、彼がいなければ今のコユキはなかった。古き良きブリティッシュミュージックが好き。ギターの無いコユキに練習用としては贅沢すぎるグレッチの最高機種とされるホワイトファルコンを貸す。他にもリッケンバッカーやティブソン（ギブソンの偽物）のレスポールタイプのギターを所有している。その縁もあり、コユキの中学時代の副担任の桃子先生と婚約するが、風俗嬢の名刺ファイルを発見されたことがきっかけで浮気され一時破局。後に、自分が本当は斉藤さんを愛していると気づいた桃子先生に告白されるが、桃子先生のことを考え拒否。しかし、BECKの曲を聴いたことをきっかけに、自分の気持ちに正直になり、劇的に桃子先生を取り戻す。普段の見た目は禿げて小太りだが、脱ぐと水泳で鍛え上げた筋肉の塊のような肉体美の持ち主。水泳パンツを身に着けると性格が変わり、口調が乱暴になる。
ペイジ
声 - エナぞう（ex:ロリータ18号）
斉藤さんが飼っているオウム。ベックと並ぶ本作のマスコットキャラクター。演奏に合わせてさえずるという特技を持つが、一流の演奏にしか反応しない。オウム嫌いの桃子先生に一度はネットオークションで売却されるが、自力で飛んで戻ってきてしまう。売却価格は12万円。名前は斉藤さんが好きなジミー・ペイジから。
石黒 泉（いしぐろ いずみ）
声 - 丸山美紀
コユキのあだ名の名付け親でコユキよりも1歳年上。コユキの通う書道教室ではやんちゃな女の子であったが、中学校で再会したときは水泳部のエース兼学校のアイドルとして遠くの存在に感じるようになる。The Dying Breedの熱烈なファンでコユキにダイブリの存在を紹介したことで、その後のコユキの人生および音楽活動に影響を与える。音楽や竜介との仲立ちで楽しい思い出ができたもののコユキの実力ではかなり難しい進学校へ入学する。その後コユキが別の高校に進学したため疎遠になった。コユキには密かな恋心を抱いており高校進学後に偶然を装って会いに来るが、真帆の存在を前に自ら身を引いた。
小笠原 桃子（おがさわら ももこ）
声 - 永島由子
コユキの中学に赴任してきた音楽教師でありコユキのクラスの副担任。ルックスがよくミニスカートが多いため女子生徒からあざといと人気がない。教師として経験不足からクラスでは真面目に取り組まない生徒が多い。コユキのバイト先である斉藤さんと出会ってから、自身が以前水商売をしていたことなど相談した際、理解力のある斎藤氏の包容力に惹かれ交際することになる。
ミッちゃん
声 - 江川央生
竜介らの行きつけのバー「REMEDY」のマスター。BECK結成当時からの良き理解者。前科持ちの強面で怒ると手がつけられない。調理師免許もない彼の作る料理はかなり不味いようである。BECKのライヴには頻繁に足を運んでおり、音楽の知識も豊富。デザイナーの知り合いを持つなど顔が意外に広く、過去に2度BECKのCDのジャケットを作ってきてくれた。趣味は草野球。
小林 紗耶香（こばやし さやか）
女子高生。コユキのライブ告知のビラ配りをみて、BECKのライブに観客として参加。その後コユキと交流を深める。千葉の大ボラをきっかけにメガネをかけるようになる。コユキに対して好意を抱いていると思われる態度が目立つが、ハッキリと言葉にはしないし、コユキも気付いていないような関係だったが、友人の助言でコユキに積極的にアタックするも、やんわりと拒否され、その後は登場していない。
高野 拳児（たかの けんじ）
声 - 松本吉朗
イングヴェイ楽器店長。プロデビューするまで髪を切らないらしく、現在は腰まで伸びている。ヘヴィメタルバンド・クレイジートレインズのリーダーでもあり、ケガの竜介に替わりBECKのサポートを務めるが、ベタベタなメタリック・ギターと気持ち悪いルックスで途中で帰った客多数。ギターのメンテナンスの腕は素晴らしく、コユキの拾ったSGも高野の手によって復活している。名前のモデルは元プロレスラー高野拳磁。
佐藤 和緒（さとう かずお） / オバちゃん
声 - 高乃麗
グレイトフル・サウンドを主催するイベント会社メタルグルーの社長。BECKに第5回グレイトフル・サウンドの出場を依頼し、その後も何かとBECKに関わる。本人は「私はマネージャーじゃない。」と言うが、メンバーには頼りにされており、バンドに色々と力を貸してくれる気のいい人物。ただし酒癖が悪く、飲むと毎回乱れBECKのメンバーに迷惑をかける。グレイトフル・サウンドは彼女の亡き姉が作り上げたもの。
川久保 彰（かわくぼ）
初登場時はラスト・フォー・ライフレコードの社員。かつて大手インディーレーベルに所属し、いくつものバンドをプロデュースし成功を収めてきた。オバちゃんの依頼でBECKのプロデュースを手掛ける。愛想のかけらもなく、BECKメンバーからも信用されていなかったが、実は誰よりもBECKの実力を見抜いており、BECKの活動方針を巡って売上重視の社長と対立、独立して新レーベル『ナポリタン・スミス』を立ち上げる。生まれた子供に「雷音（ライドン）」、「須虎馬（ストラマー）」などと名付ける予定だったが、女の子が生まれたため小雪「コユキ」と名付けた。大きなホクロが特徴。蘭とは旧知である。
山ピー（やまピー）
ラスト・フォー・ライフレコードの社員だが、川久保に追随し退社。BECKを高く評価し、彼らを裏側から支えたいと奮闘する。中学時代に自らが発案者となりバンドを結成したが、あまりのリズム感のなさにクビにされた。麻雀が非常に強い。
大石 円（おおいし まどか）
エンジニア。かつて川久保とのコンビで活躍したが、現在はキャバクラのピアニスト。川久保の依頼でBECKのエンジニアを引き受ける。口は悪いがバンドの潜在能力を引き出すことに長けている。川久保と同じく大きなホクロが特徴。関西弁で話す。柿ピーを好む。
ジム・ウォルシュ
登場時28歳。全米で注目を集める世界的な映画監督。The Dying Breedのドキュメントムービーの撮影のために共に来日。数年後、BECKのプロモーションビデオの監督を非公式である上に無料で引き受ける（その後“あること”を報酬にしようと考え、BECKは冗談と受け取っていたが、彼自身は本気のようである）。ちなみにBelle Ame側からプロモ撮影の依頼があったときは、破格の契約金を提示されたが断っている。後にBECK世界デビューシングルのミュージックビデオの監督を逆オファーし、担当することに。記憶力に優れ、１度会ったきりの人物と数年後に再会しても覚えているほど。モデルは映画監督のジム・ジャームッシュ。

### The Dying Breed（ダイイング・ブリード）
全世界で3000万枚以上のセールスを誇るアメリカのロックバンド。日本での略称はダイブリ。竜介、コユキをはじめBECKのメンバーに多大な影響を与えるが、エディの死により解散。活動期間中にリリースされたアルバムはわずか3枚であった。エディ、マットの他に2人のメンバー（ドラマーの名前はクリス）がいるが、作中ではほとんどセリフがない（登場も数回程度）。このバンド名の由来は、前述のバッキンガム宮殿のアルバム名から。
エディ・リー
声 - Jamie Vickers
全米でカリスマ的人気のロックバンド・The Dying Breedのギタリスト。本名はエドワード・リー。竜介にギターを教え、バンドを組んだり、一緒に悪さをしたりと竜介にとって一番の親友だった。コユキ、BECKにも多大な影響を与える。マットの妹であるシェインやエリカ・ブライジとは一時、恋人関係にあった。第7回グレイトフル・サウンドの出場間際、レコーディングスタジオに向かう途中に強盗に射殺され、その死の悲しみは世界中を駆け巡った。穏やかで親しみやすい性格の持ち主で、ファンたちからは「ロック界一フレンドリーな男」と評されていた。
マット・リード
声 - ブライアン・ユル
The Dying Breedのヴォーカル。奇行癖があり、かなり酒癖が悪いロックを地で行く性格。コユキの声を気に入り、まだ音楽を始めたばかりだったコユキを自分のライブの舞台に上げたことがあり、その後このライブのことは何かと話題に出る。エディ以外の人間は信用できず、エディの言うことのみ耳を傾ける。エディの死後、即バンドの解散を決定する。その後はドラッグなどに溺れていたようだが、コユキ達との再会によりソロ活動を開始する。シェインという足の不自由な妹がいる。

### Belle Ame（ベル・アーム）
竜介がBECK結成前に組んでいたバンド「シリアルママ」のメンバー・栄二が結成したバンド。蘭の権力により一気にメジャーデビューし、日本武道館・東京ドームをソールドアウトさせるなど日本を代表するバンドとなる。The Dying Breedの来日シークレットライブで栄二がステージに上がったとき、ボーカルのマットからギターに火を付けられたり、竜介に「これが最強のバンドか」と言われるなど、他のバンドからの評価は低い。一時蘭の傘下を離れたが、セルフプロデュースによる2ndアルバムの売上が芳しくなく（ただしコユキの評価は高い）、結局蘭の傘下に戻った。その後栄二と学のいさかいから解散。
木村 栄二（きむら えいじ）
声 - 渋谷茂
ベル・アームのGuitar。竜介と共に活動していたシリアルママの解散後、ベル・アームを結成。プロデューサーに蘭を迎え、一気にトップバンドへとのし上がった。竜介たちとの確執からBECKに対して執拗な嫌がらせをする。平から、かつては「竜介以上かも」というほどのギターの実力を持っていたが、ベル・アーム結成以降は「フィーリングを失った」と評されている。使用ギターはフェンダー・ストラトキャスター（1959年製。後に、The Dying Breedのマットに燃やされる）やアイバニーズの7弦など。
宮沢 学（みやざわ まなぶ）
声 - SOTA
ベル・アームのVocal。竜介と栄二からそれぞれバンドの誘いを受けるが、栄二を選ぶ。軽い性格。後に栄二から略奪した「あんま有名じゃないモデル」と結婚。
蘭（らん）
声 - ROLLY
音楽プロデューサー。かつて、バンド「ノワール」として活動していた過去があり、J-POP界で大きな発言力を持つ。ベル・アームがメジャーデビューする前から面倒を見ている。The Dying Breed来日公演での一件をきっかけにBECKを敵視し、自らの地位やコネを駆使してBECKの活動を妨害する。しかし、アバロンフェスティバルのBECKのパフォーマンスを見てついにコユキを認め、「晋作のSG」を譲ってもらうことを条件に妨害工作を終了させる。愛車はランボルギーニ・ムルシエラゴ。モデルはX JAPANのYOSHIKI。
蘭の部下
蘭と行動を共にする小太りで細目の男。名前、役職は不明だがマネージャー的な役割を務めていると思われる。蘭と共にBECKの妨害活動に加担し、BECKのメンバーとコユキの仲を裂く作戦を企てる。蘭でさえも性格が陰湿と言わしめる小悪党。

### F.V.E
アメリカのロックバンド。グレイトフル・サウンド5におけるベストアクトと評された。同じグレイトフル・サウンドに出場していたBECKのライブに感銘を受け、アメリカ対バンツアーのオファーを出す。名前は往年の人気プロレスラーフリッツ・フォン・エリックの頭文字。メンバー二人の名前もエリックの息子達から。
デビッド・エリック
登場時24歳。F.V.EのVocal。BECKにオファーを出した張本人。気さくな性格。
ケビン・エリック
デビッドの兄。F.V.EのGuitarでバンドのリーダー。妥協を許さない性格でアメリカツアーで不調のBECKを毛嫌いしていたが、竜介の復帰したBECKのプレイに圧倒され和解。コユキにビッグ・マフをプレゼントし、後にコンピレーション・アルバム制作のオファーを出す。主なギターはポールリードスミス・カスタム。

### 死亡遊戯
関西インディーズシーンを代表するバンド。日本の音楽シーンを変えるべくBECK、ROOM13、チャイニーズ・ブッキーなどの同志を集め「ヘルフェスト」「36th Chamber」などのイベントを主催している。
金本 健時（かねもと たけとき） / タケちゃん
死亡遊戯のVocal。噂ではその筋に片足を突っ込んだことがあるらしく、舎弟がたくさんいる。BECKを高く評価し、特に千葉とは仲がいい。
カンフー映画好きでバンド名やイベント名などもそこから取られている。名前の元ネタは元阪神タイガース金本知憲と元極真会館師範の黒崎健時。
片岡 段平（かたおか だんぺい）
死亡遊戯のbass。イカつい外見とは裏腹に腰が低い。名前の由来は元日本ハムファイターズの片岡篤史と漫画「あしたのジョー」の丹下段平。
佐久本 裕也（さくもと ゆうや）
死亡遊戯のdrums。サクも含めて多くのドラマーからリスペクトを得ている。実家は自動車整備会社で、会社の倉庫で弟子入り志願者が日夜特訓をしているが、何故か格闘技のトレーニングばかりで、食事はちゃんこやプロテインなど。一時期サクも弟子入り修行をしていたが、その後のサクの進歩から一応の効果が見られる。
笹川 睦男（ささがわ むつお）
死亡遊戯のプロデューサー。野外ロックフェスティバル「BUZZ IN BALLPARK」をグレイトフル・サウンドに匹敵するまでに育て上げた実力者。チャイニーズ・ブッキーのイベント起用を巡って一度は死亡遊戯と袂を分かつが後に和解。名前のベースはプロ野球コーチとして活躍した皆川睦雄。

### ROOM 13
天才ギタリスト・小野晋吾率いるバンド。タケちゃんによって発掘される。結成間もないが、その初ライブは「事件」と呼ばれた程の実力を持ち、専門誌で表紙を飾るなどインディーズシーンでBECK以上の頭角を表す。BECKとは対立関係にあったが、次第にライバルとして実力を認め合っていく。モデルはハードコア・パンクバンド、コンヴァージ。バンド名はブラック・フラッグの曲名から。
小野 晋吾（おの しんご）
ROOM 13のGuitar。18歳でベテランバンドのサポートを務めた経験を持つ。愛器はGibsonのSG。性格はクールで冷静沈着。眼鏡を掛けた真面目そうな風貌で、とてもロックバンドのギタリストとは見えないが、外見とは裏腹にプレイスタイルは本能的で「変態的」と評される。趣味は神社・仏閣巡りで、この趣味をきっかけにBECKとの距離が縮まった。名前の元ネタは千葉ロッテマリーンズの投手小野晋吾より。
黒木 哲生（くろき てつお）
ROOM 13のVocal。背中に「草魂」とタトゥーを彫っている。喧嘩っ早い性格。そのボーカルは「唄ではなく、もはや絶叫」と評される。
BECKの千葉とは初対面で諍いを起こして以来犬猿の仲だったが、時間が経つにつれ少しずつ認め合っていく。後に互いの空手の流派が対立するものであったと知り再び亀裂が入るが、マンチェスターで再び仲を深める。パフォーマンスのモデルはヘンリー・ロリンズ。

### チャイニーズ・ブッキー
タケちゃんが発掘したバンド。第1回36th Chamber参加時点で結成8週間。演奏技術は未熟ながら、楽曲の才能がタケちゃんやBECKのメンバーから高い評価を受けている。雄太の女性人気も手伝い、人気やセールスにおいてはBECKを上回っている。後に雄太が脱退し、チェ・今江が加入。音楽性と共にファン層が入れ替わるも人気を維持している。
伝馬 薫（でんば かおる）
チャイニーズ・ブッキーのBass/Vocal。演奏技術は未熟ながら、優れた作曲センスがタケちゃんの目に止まりイベントに参加。平も「大器の片鱗が見える」と感想を述べた。ジェネレーション69の大ファンで弟と共にバックステージに潜り込んだこともある。使用する楽器はサンダーバードのベース。外見のモデルはバナナマンの日村。
伝馬 徹（でんば とおる）
チャイニーズ・ブッキーのDrums。コユキと同い年。演奏技術はメンバー中でも最も未熟。兄と同じくジェネレーション69の大ファン。この兄弟の下の名前は元プロ野球選手の兄弟仁村薫と仁村徹から。
五十嵐 雄太（いがらし ゆうた）
チャイニーズ・ブッキーのGuitar/Vocal。伝馬弟の友人でコユキと同い年。コユキをとても尊敬しており、部屋には引き伸ばした写真が飾られていた（同性愛者ではないらしい）。コユキが着ていたのと同じパーカーを購入して着ていたこともある。使用する楽器はレスポール・ジュニア。イケメンで女性人気が高く、次第に自惚れが強くなり横柄な態度が目立つようになり、後に蘭に誘われバンドを脱退。THE FUTUREというバンドでメジャーデビューするが、乱交パーティーが週刊誌にスクープされ、一気にどん底に。
チェ・今江（チェ・いまえ）
チャイニーズ・ブッキーの新Guitar/Vocal。元プラチナ・ベリーズ。エフェクターを使わずにバリエーション豊かなプレイができるなどテクニックは一流。一方、ライブ中に下ネタを連呼するため女性には不人気。ただしこれは伝馬兄に作られたキャラクターで普段は気の弱い人物。チェ・ゲバラを尊敬している設定だが本人はゲバラを知らない。使用するギターはSGで、コユキに影響されたため。

### ジェネレーション69
千葉や伝馬兄弟に影響を与えた日本ロック界のカリスマバンド。バンド名はパンク・ロックバンド、ジェネレーションXとシャム69を合わせたもの。アニメではハイロウズの「不死身のエレキマン」で演奏している。モデルはTHE HIGH-LOWS。
ヒロちゃん
声 - 甲本ヒロト
人気ロックバンド、ジェネレーション69のvocal。モデルは甲本ヒロト。
マーちゃん
ジェネレーション69のguitar。BECKが一時解散していた時期の平と交流を持ち、BECKを自身のイベントに招待する。モデルは真島昌利。
平野健（ひらの けん）
ジェネレーション69のDrums。グレイトフル・サウンドでサクのドラミングを高く評価する。外見モデルは横山健。名前は西武ライオンズなどで活躍した外野手平野謙から。

### ミュージシャン・音楽関係者
レオン・サイクス
声 - Ryu
RJレーベルをまとめる人物。様々な人種の血が流れているため、孤立した少年時代を過ごす。表向きは音楽プロデューサーだが、裏の顔はギャングを束ねる冷酷非情なボス。格闘術にも優れ武装した敵の殺し屋を素手で倒すほどの腕前。昔、竜介・エディがレオンの車からベックとルシールを盗み出したことで竜介・エディそしてコユキにも関わることになる。徹底した拝金主義で自分の利益のためには手段を選ばず、殺人容疑で逮捕されるが司法取引により無罪判決を受け釈放。無一文となり表舞台から姿を消すが、西海岸のギャングと手を結び復活。ゴールディーという金歯のボディガードを連れていたが何者かの銃撃によって重傷を負い、その後は甥のドギーを連れ歩くようになる。心の底では音楽の持つ可能性を信じており、アヴァロンフェスティバルの後、ベックのための首輪を竜介に託し、和解。モデルとなった人物はアメリカのヒップホップレーベル「デス・ロウ・レコード」の設立者でありCEOのシュグ・ナイトという説を、ラッパーおよびヒップホップライターで活動する宇多丸が立てている。顔はゴリラーマン。
ゴールディー
レオンの部下。スキンヘッドにサングラス、そして金の入れ歯が特徴の黒人。レオンの側近であり、暗殺などの裏の仕事を任されている。竜介を狙撃するも、竜介がプレイしていたジミヘンの「Machine Gun」のあまりの上手さに動揺し、手元が狂い仕留め損ねた。曰く「ジミヘンとマイケル・ジャクソンとプリンスはヒーロー」。その後、敵対する組織の何者かに襲撃され意識不明の重体となり以後登場していない
ドギー
ゴールディーの後にレオンの側近を務める人物。レオンの甥。無一文のころからレオンに付き従う。甥と言う関係性からかゴールディーよりも近しい関係で、会話もほぼ対等。レオン曰く、ゴールディーより躊躇なく人を殺すことができるとのこと。モデルはスヌープ・ドッグ
エリカ・ブライジ
RJレーベル所属のカリスマ歌姫。人気絶頂の最中、謎の自殺を遂げるが、実際には元恋人のラッパー、マルコムを売り出すためにレオンらの策略で暗殺されたと考えられている（この疑惑でレオンは逮捕されているが無罪判決となっている）。かつてエディと恋人関係にあったが短時間で破局。エディの死後、エディとエリカの共作曲を収録した未発表音源が取引で竜介からレオンの手に渡っている。外見のモデルはローリン・ヒル、名前はエリカ・バドゥとメアリー・J・ブライジから。
ジョン・リー・デイヴィス
レオンの叔父。知る人ぞ知る名ブルースマンで、伝説のブルースマンと呼ばれるサニーボーイ・ウォータースの弟子。竜介とのセッションを通じてその才能を認め、師の形見であるルシールを改めて託す。
片平 達也（かたひら たつや）
声 - DJ DRAGON
日本最高のロックバンドと呼ばれたものの解散したラウド・クライム・シティのドラマー。名古屋弁で話す。高野と交友があり、BECKのライブにも足を運んでいる。モデルは元BLANKEY JET CITYの中村達也。
ガイ・セクストン
登場時19歳。ダイブリと肩を並べるアメリカの人気バンド、パワーゲートのvocal。BUZZ IN BALLPARKでエディの死を「偽善者にふさわしい犬死」と罵り、エディのファンの反感を買う。アバロン・フェスティバルでも同様にエディを非難し、観客からブーイングを受けた。他のメンバーはガイの言動に手を焼いている様子。モデルはリンプ・ビズキットのボーカル、フレッド・ダーストと思われる。
デクスター・アダムス
ザ・ハイプのvocal。天才と評されるUKロックシーンのカリスマ。文学的で世界観の深い歌詞が人気を博している。生前のエディとも交流があった。物静かで聡明な性格だが、ファンや業界人からは「近寄りがたい男」とも評されている。モデルはレディオヘッドのボーカル、トムヨークと思われる。
吉田 晋作（よしだ しんさく）
伝説のインディーバンド、ロスト・ピエロズのメンバー。川久保プロデュースの元、一大シーンを築き上げ、山ピーや蘭にも影響を与えたが、謎の自殺を遂げている。コユキの持つSGの元の持ち主と言われている。

### その他の登場人物
カヨ
声 - エナぞう（ex:ロリータ18号）
泉の従姉妹。優等生タイプの泉とは対極の性格。コユキと竜介の二度目の出会いのキッカケを作り重要な役割を果たしている。泉と一緒に竜介のバンドの追っかけをしていた。
田辺（たなべ）
声 - 岩田光央
コユキの友人。好色で盗撮や水着泥棒などと行った犯罪行為に走ることも。意中の女性のためにコユキやサクと文化祭でバンド「Ciel Bleu（フランス語で青い空）」を組み、「妖怪人間ベムのテーマ」を歌うためボーカルを希望するも、兵藤の妨害に怖気づき逃亡。その後は泉ちゃんと同じ高校に通っているようである。『ゴリラーマン』にも「ベカちゃん」（桂べかこ＝現・桂南光に顔が似ていることから）という名前で登場している。ちなみに名前のモデルは桂南光に似ている元西武の田辺徳雄。
脇田（わきた）
文化祭でバンドを組む際に田辺が連れてきたベーシストでバンド代表者。腕前は初心者。文化祭での出演バンドの演奏順は、代表者の名前の五十音順で決められるため、Ciel Bleu（フランス語で青い空）はトリを務めることとなった。
鬼形（きがた）
コユキの中学・高校での同級生（友人というほどの間柄ではない）。新聞配達のアルバイトをしている。何故かレスリング部に入部し、サクからグリーン・デイのCDを借りていた。モデルは漫画『恐怖新聞』の主人公、鬼形礼から。
兵藤 マサル（ひょうどう マサル）
声 - 森田成一
コユキの中学の同級生で軽音楽部に所属。北沢力也とは幼馴染でそれを笠に学年内で強い権力を持ち、「兵藤軍団」のリーダーである。また、卓越したギタープレイの持ち主（ただし、竜介は演奏技術の高さを認めつつ、「テクニックに頼りすぎてフィーリングがない」と評している）でもある。父親はバームクーヘンというバンドのギタリストだったが、両親が離婚して母方に引き取られている。コユキを目の仇にして嫌がらせを繰り返すが、文化祭の演奏の後ライバルとして実力を認めていることを告白し、その後和解した。コユキやサクに「根は悪いヤツじゃないと思う」と評されていた。高校進学後も音楽活動を続けているようだ。
北沢 力也（きたざわ りきや）
声 - 津田健次郎
コユキの中学の1年先輩で番長格。肩にチェ・ゲバラのタトゥーを彫っている。軽音楽部に所属しているがギターの腕前は今ひとつ。短気な暴れん坊。コユキが竜介から借りたギターを強引に奪ったあげく壊すなど、その横暴な振る舞いでコユキと千葉を怒らせる。しかし、理不尽なことが大嫌いという性格の持ち主で、兵藤が自分の権力を笠に着てコユキから恐喝していたことを知ると容赦なく制裁を加えた。竜介と栄二が組んでいたバンド、シリアル・ママのファンだった。後にコユキと和解し、グレイトフル・サウンドで再会しており、その際はコユキに激励の言葉を贈った。
諸積 ヨシト（もろづみ ヨシト）
声 - 天田真人
俳優で真帆のアメリカンスクールでの同級生。父親も俳優で、金持ち。出演ドラマがヒットして売れっ子に。かなりの嫌味な性格で、真帆を巡ってコユキをライバル視する。ベルアームとのコラボレーションでグレイトフル・サウンドに出場するが歌は下手。当初はBECKのことを「売れないバンド」と見下していたが、メジャーでのファーストアルバムを聴き込んでいることから最終的には認めている様子。
国吉 ちえみ（くによし ちえみ）
声 - 佐伯美愛
コユキが好きなアイドル。コユキが14歳の時は知る人ぞ知る程度のアイドルだったが、現在はヨシトと主演映画で共演する程の売れっ子。性格はあまり良くない。沖縄県出身。
東郷（とうごう）
元シリアル・ママのdrums。シリアル・ママ解散後は竜介の誘いでBECK結成に参加するが、「家業を継ぐ」という名目で脱退。ドラムの腕前は「正直いってイマイチ」とサクに評価された。
哲平（てっぺい）
シリアル・ママの元メンバー。バンド解散後は写真家を目指してニューヨークに渡る。BECKのアメリカツアーの際にはアパートに宿泊させるなど世話を焼いている。しかしエディの死後、渡米して酒に溺れる竜介に愛想を尽かして家から叩き出している。力也の知り合いの「ベースの山岸くん」と同一人物かどうかは不明。

## 用語
アヴァロン・フェスティバル
かつてイギリスで開催された伝説のロック・フェスティバル。数年ぶりに復活が発表される。なおイギリス編に出てくるウェイン・ブリッジやビリー・ライレーはプロレス重要人物の名前である。
クリスティ作石
作中に登場する人気少女漫画家。代表作は「ハッピー☆三国志」「戦国カタログ」など。
クリスティ作石は合同ペンネームで、2人で執筆しており、ともに男性。モデルは藤子不二雄と片山まさゆき。
グレイトフル・サウンド
毎年夏に開かれるロック・フェスティバル。株式会社メタルグルーの主催だが現在は蘭に運営権を奪われている。モデルはフジロック・フェスティバル。
居酒屋「蜀のチェーン」
全国展開している居酒屋チェーン。BECKがよくライブの打上げに利用している居酒屋のひとつで、各店名は三国志に関係する言葉がつけられている（関羽、張飛、錦馬超、桃園の誓いなど）。コユキは馬謖でバイトしていた時期もある。ライバルチェーンに「魏チェーン」や「呉チェーン」もある。「呂布」は蜀から独立したらしい（史実とは異なる）。
私立一枝学園高校
コユキ、サク、千葉、弘美、鬼形が通っていた高校。コユキ、サクは中退。千葉は卒業したのかどうか不明。『ストッパー毒島』に登場する火野勝の母校でもある。名前はコーチとして活躍したプロ野球選手一枝修平から。
ソリッド・ロック
日本の音楽専門誌。モデルは「ロッキング・オン」。
ナフ・レコーズ
イギリスに本拠を置く大手インディーズレーベル。モデルはラフ・トレード。
BUZZ IN BALLPARK
グレイトフル・サウンドと対をなすロックフェスティバルで死亡遊戯のプロデューサーである笹川の手で大きくなった。モデルはサマーソニック。
モンゴリアン・チョップ・スクワッド (Mongolian Chop Squad)
BECKの音源がシカゴのインディーレーベルから発売されるにあたって、海外では同名のミュージシャン（ベック・ハンセン、ジェフ・ベックなど）がいるため、レーベルの社長が適当につけたバンド名。アヴァロンフェスティバルではモンゴルの民族楽団と紹介されていた。なおモンゴリアン・チョップはプロレスラーキラー・カーンの得意技。
夢
死んだロックスター達がロックフェスティバルでBECKのライブの後片付け（ゴミ拾い）をしている、という内容の夢。BECKのメンバー全員が何度も見ており、BECKを導いていく。千葉だけは他のメンバーから遅れておりグレイトフル・サウンドの後に初めて見た。ジョン・レノン、シド・ヴィシャス、ボブ・マーリー、ブライアン・ジョーンズ、カート・コバーン、フレディ・マーキュリー、ジャニス・ジョプリン、ジム・モリソン、ジミ・ヘンドリックス、ジョン・ボーナム、マーク・ボランがゴミ拾いをしている。エディも死後その夢に現れるようになる。メジャー1stアルバム「ONE BY ONE」のジャケット写真はこの夢をヒントに選考されている。
ルシール
竜介がメインで使用しているレスポール。元々は伝説のブルースマン、サニーボーイ・ウォーターズのもので、ステージの上で恋敵に銃殺されたためにボディに7つの弾痕が刻まれている。その後、サニーボーイの弟子であるジョン・リー・デイヴィスが譲り受け、さらに甥のレオン・サイクスに渡るが、少年時代の竜介とエディが車上荒らしで偶然発見し、盗んで現在に至る。ピックアップが弾痕で壊れているにも拘らず、並みのレスポールなど歯牙にもかけぬ程の良質な音を奏でる。モデルはB.B.キングの愛用ギターのルシールから。

## 作中で登場する楽曲
BECK
オリジナル（コミック版のタイトル：アニメ版のタイトル：現実でのタイトル：アーティスト）
- TABASCO：SPICE OF LIFE：SPICE OF LIFE：TYPHOON24 feat.TAtsuzo of YKZ
- HUMAN FLY:ENDLESS TRAVELING MAP:UP HOLD（原作のみ）
- baby star：brightest：brightest：HUSKING BEE
- SISTER：FACE：FACE：SISTER
- OUT OF THE HOLE：slip out：LITTLE MORE THEN BEFORE：10-FEET
- ELECTRIC SHEEP
- DEVIL'S WAY
  - もともとThe Dying Breedの未発表曲だが、BECKの手で完成。

- COIN LOUNDRY

カバー及びアレンジ
- I've Got A Feeling/The Beatles
- ロクデナシ/THE BLUE HEARTS
- Street Fighting Man/The Rolling Stones
- All Along the Watchtower/Jimi Hendrix
- アンカー/The Dying Breed

The Dying Breed
- SWIMMING BARE(MOON ON THE WATER)
- JOHN SAYS
- CITY
- FASTLANE DRIVE
- アンカー

国吉ちえみ
- 元気を出して

その他（カバーなど）
- Heartbreaker/Led Zeppelin
- Get Back/The Beatles
- I Am the Walrus/The Beatles
- 妖怪人間ベム
- Traveling Riverside Blues/Robert Johnson
  - アニメでは同アーティストの「Sweet Home Chicago」らしき曲が演奏されている。

- White Riot/The Clash
- Tommy Gun/The Clash
- People Get Ready/The Impressions（作中ではCurtis Mayfieldの曲として紹介）
- Machine Gun/Jimi Hendrix
- Search and Destroy/Iggy & The Stooges
- 悲しみの果て/エレファントカシマシ（山ピーがカラオケで熱唱している）

## 書誌情報

### 単行本
- ハロルド作石 『BECK』 講談社〈KCデラックス〉、全34巻
  1. 2000年2月15日発売[8]、ISBN 4-06-334278-6
  2. 2000年3月14日発売[9]、ISBN 4-06-334291-3
  3. 2000年6月14日発売[10]、ISBN 4-06-334307-3
  4. 2000年7月14日発売[11]、ISBN 4-06-334313-8
  5. 2000年10月14日発売[12]、ISBN 4-06-334340-5
  6. 2001年2月14日発売[13]、ISBN 4-06-334381-2
  7. 2001年5月15日発売[14]、ISBN 4-06-334404-5
  8. 2001年8月8日発売[15]、ISBN 4-06-334451-7
  9. 2001年11月14日発売[16]、ISBN 4-06-334469-X
  10. 2002年2月13日発売[17]、ISBN 4-06-334507-6
  11. 2002年5月15日発売[18]、ISBN 4-06-334545-9
  12. 2002年8月9日発売[19]、ISBN 4-06-334581-5
  13. 2002年11月13日発売[20]、ISBN 4-06-334622-6
    - 「特装版」同日発売[21]、ISBN 4-06-362017-4

  14. 2003年2月14日発売[22]、ISBN 4-06-334671-4
  15. 2003年6月14日発売[23]、ISBN 4-06-334732-X
  16. 2003年9月14日発売[24]、ISBN 4-06-334772-9
  17. 2003年12月16日発売[25]、ISBN 4-06-334823-7
  18. 2004年3月16日発売[26]、ISBN 4-06-334850-4
  19. 2004年6月16日発売[27]、ISBN 4-06-334878-4
  20. 2004年10月14日発売[28]、ISBN 4-06-334924-1
  21. 2005年1月15日発売[29]、ISBN 4-06-334959-4
  22. 2005年4月14日発売[30]、ISBN 4-06-334999-3
  23. 2005年7月14日発売[31]、ISBN 4-06-372035-7
  24. 2005年10月15日発売[32]、ISBN 4-06-372088-8
  25. 2006年1月15日発売[33]、ISBN 4-06-372127-2
  26. 2006年4月17日発売[34]、ISBN 4-06-372139-6
  27. 2006年8月17日発売[35]、ISBN 4-06-372183-3
  28. 2006年11月17日発売[36]、ISBN 4-06-372228-7
  29. 2007年2月16日発売[37]、ISBN 978-4-06-372266-6
  30. 2007年6月15日発売[38]、ISBN 978-4-06-372308-3
  31. 2007年11月16日発売[39]、ISBN 978-4-06-372365-6
  32. 2008年2月15日発売[40]、ISBN 978-4-06-375445-2
  33. 2008年6月17日発売[41]、ISBN 978-4-06-375492-6
  34. 2008年10月17日発売[42]、ISBN 978-4-06-375575-6

### 文庫版
- ハロルド作石 『BECK』 講談社〈講談社漫画文庫〉、全17巻
  1. 2013年12月12日発売[43]、ISBN 978-4-06-384960-8
  2. 2013年12月12日発売[44]、ISBN 978-4-06-384961-5
  3. 2014年1月10日発売[45]、ISBN 978-4-06-384965-3
  4. 2014年1月10日発売[46]、ISBN 978-4-06-384966-0
  5. 2014年2月13日発売[47]、ISBN 978-4-06-384972-1
  6. 2014年2月13日発売[48]、ISBN 978-4-06-384973-8
  7. 2014年3月12日発売[49]、ISBN 978-4-06-384980-6
  8. 2014年3月12日発売[50]、ISBN 978-4-06-384981-3
  9. 2014年4月11日発売[51]、ISBN 978-4-06-384982-0
  10. 2014年4月11日発売[52]、ISBN 978-4-06-384983-7
  11. 2014年5月9日発売[53]、ISBN 978-4-06-384995-0
  12. 2014年5月9日発売[54]、ISBN 978-4-06-384996-7
  13. 2014年6月12日発売[55]、ISBN 978-4-06-384997-4
  14. 2014年6月12日発売[56]、ISBN 978-4-06-384998-1
  15. 2014年7月11日発売[57]、ISBN 978-4-06-384999-8
  16. 2014年7月11日発売[58]、ISBN 978-4-06-385000-0
  17. 2014年8月12日発売[59]、ISBN 978-4-06-385001-7

### 新装版
- ハロルド作石 『BECK 新装版』 講談社〈KCデラックス〉、全17巻
  1. 2024年12月17日発売[60][61]、ISBN 978-4-06-538194-6
  2. 2024年12月17日発売[60][62]、ISBN 978-4-06-538201-1
  3. 2025年1月17日発売[63]、ISBN 978-4-06-538285-1
  4. 2025年1月17日発売[64]、ISBN 978-4-06-538284-4
  5. 2025年2月17日発売[65]、ISBN 978-4-06-538290-5
  6. 2025年2月17日発売[66]、ISBN 978-4-06-538286-8
  7. 2025年3月17日発売[67]、ISBN 978-4-06-538517-3
  8. 2025年3月17日発売[68]、ISBN 978-4-06-538518-0
  9. 2025年4月16日発売[69]、ISBN 978-4-06-538947-8
  10. 2025年4月16日発売[70]、ISBN 978-4-06-538945-4
  11. 2025年5月16日発売[71]、ISBN 978-4-06-539438-0
  12. 2025年5月16日発売[72]、ISBN 978-4-06-539440-3
  13. 2025年6月17日発売[73]、ISBN 978-4-06-539635-3
  14. 2025年6月17日発売[74]、ISBN 978-4-06-539636-0
  15. 2025年7月16日発売[75]、ISBN 978-4-06-540090-6
  16. 2025年7月16日発売[76]、ISBN 978-4-06-540092-0
  17. 2025年8月12日発売[77]、ISBN 978-4-06-540167-5

### 関連書籍
- 『BECK Volume 0 THE GUIDE BOOK』2002年11月13日発売[78]、ISBN 4-06-334627-7
- 『BECK MUSIC GUIDE』2005年10月17日発売[79]、ISBN 4-06-372037-3
- 『BECK AT LAST Volume33 1/3』2008年10月17日発売[80]、ISBN 978-4-06-375587-9
- 『BECK LIVE！ -FESTIVAL&MOVIE GUIDE-』2010年7月16日発売[81]、ISBN 978-4-06-375947-1
- 『BECK THE GUIDEBOOK COMPLETE EDITION』2010年8月17日発売[82]、ISBN 978-4-06-375953-2
- 『BECK Official Guide』2010年8月23日発売[83]、ISBN 978-4-06-348610-0

## テレビアニメ
2004年10月6日から2005年3月30日までテレビ東京系列6局で全26話が放送され、原作第1話からアメリカ遠征編直前までを描いた。原作で登場した楽曲は権利の関係でビートルズの「アイヴ・ガッタ・フィーリング」以外は使用されず、オリジナルのものが使用された。

### スタッフ
- 監督・シリーズ構成・脚本 - 小林治
- 助監督 - 増原光幸
- キャラクターデザイン - 堀元宣、小林治
- 美術監督 - 上原伸一
- 色彩設計 - こしかわよしみ（1話 - 21話）、こしかわよしみ、堀川佳典（22話 - 26話）
- 撮影プロデューサー - 奈良井昌幸
- コンポジットディレクター（撮影監督） - 尾崎隆晴
- CGIディレクター - ハヤシヒロミ
- 編集 - 木村佳史子
- 音響監督 - 長崎行男
- 音響効果 - 佐藤秀国
- 音楽総合プロデューサー - ヒダカトオル
- エグゼクティブプロデューサー - 森山敦、片岡義朗、松本慶明
- プロデューサー - 宿利剛、中嶋嘉美
- アニメーションプロデューサー - 笠井信児（1話 - 18話）、諸澤昌男（19話 - 26話）
- アニメーション制作 - マッドハウス
- 製作 - BECK製作委員会

### 主題歌
オープニングテーマ「HIT IN THE USA」
作詞 - ヒダカトオル / 作曲・編曲・歌 - BEAT CRUSADERS（DefSTAR RECORDS）
エンディングテーマ
「My World Down」（1話 - 20話）
作詞 - Tim Jensen / 作曲・編曲 - Ryo Matsui / 歌 - meister（DefSTAR RECORDS）
「MOON ON THE WATER」（21話 - 26話）
作詞 - ヒダカトオル / 作曲 - BEAT CRUSADERS / 歌 - sowelu（DefSTAR RECORDS）

### 各話リスト
| 話数    | サブタイトル         | 絵コンテ      | 演出       | 作画監督          |
| ------- | -------------------- | ------------- | ---------- | ----------------- |
| Live 1  | 14歳の風景           | 小林治        | 小林治     | 堀元宣            |
| Live 2  | LIVE HOUSE           | 小林治        | 小林治     | 松本文男          |
| Live 3  | MOON ON THE WATER    | 浜崎博嗣      | 三宅綱太郎 | 高橋昇            |
| Live 4  | Strum the guitar     | 窪岡俊之      | 宍戸淳     | 渡辺和夫          |
| Live 5  | BECK                 | 小林治        | 花井信也   | 日向正樹          |
| Live 6  | 兵藤とジャガー       | 小田原男      | 鎌仲史陽   | 青木真理子        |
| Live 7  | ルシール             | 若林漢二      | 若林漢二   | 堀元宣            |
| Live 8  | 校内放送             | 小林治        | 小林治     | 田中雄一          |
| Live 9  | LIVE前夜             | 増井壮一      | 三宅綱太郎 | 高橋昇            |
| Live 10 | FACE                 | 小田原男      | 宍戸淳     | 渡辺和夫          |
| Live 11 | Summer holidays      | 小林治        | 花井信也   | 日向正樹          |
| Live 12 | シークレットライブ   | 浜崎博嗣      | 浜崎博嗣   | 浜津武広          |
| Live 13 | シエル・ブリュ       | 増井壮一      | 鎌仲史陽   | 青木真理子        |
| Live 14 | Dream                | 増井壮一      | 篠崎康行   | 梅津泰臣          |
| Live 15 | Back to school       | 駒井一也      | 駒井一也   | 駒井一也 松本憲生 |
| Live 16 | インディーズ         | 小林治        | 三宅綱太郎 | 高橋昇            |
| Live 17 | スリーデイズ         | 柳沼和良      | 宍戸淳     | 渡辺和夫          |
| Live 18 | レオン・サイクス     | 小林治        | 花井信也   | 日向正樹          |
| Live 19 | ブルース             | 小林治        | 米田光宏   | 浜津武広          |
| Live 20 | グレイトフルサウンド | 田中雄一      | 鎌仲史陽   | 青木真理子        |
| Live 21 | Write Music          | 増井壮一      | 増原光幸   | 日向正樹 高田晴仁 |
| Live 22 | 前夜祭               | 柳沼和良      | 柳沼和良   | 松竹徳幸          |
| Live 23 | FESTIVAL             | 増井壮一      | 郷敏治     | 渡辺和夫          |
| Live 24 | サードステージ       | 小林治 堀元宣 | 堀元宣     | 浜津武広          |
| Live 25 | Slip out             | 小林治        | 小林治     | 加藤裕美          |
| Live 26 | America              | 小林治        | 小林治     | 日向正樹          |

### サウンドトラック
- 『original soundtrack"BECK"』
- 『original soundtrack"KEITH"』

参加アーティスト
- BEAT CRUSADERS
- HUSKING BEE
- 10-FEET
- TATSUZO（YKZ）
- TROPICAL GORILLA
- UP HOLD
- TYPHOON24
- Sowelu
- The pillows

## 実写映画
2010年に実写映画化された。監督は堤幸彦。出演は水嶋ヒロ、佐藤健、桐谷健太ほか。